# Alexandre Moatti
Pour les articles homonymes, voir Moatti.
Alexandre Moatti, né le 6 décembre 1959 à Boulogne-Billancourt, est un ingénieur, haut fonctionnaire et historien des sciences français.

## Biographie

### Formation
Après des études au lycée Louis-le-Grand à Paris, Alexandre Moatti réussit en 1978 le concours d'entrée M' à l'École polytechnique (promotion 1978). Il entre ensuite au Corps des mines (1981-1984), dont il est ingénieur en chef.
Il soutient en 2011, sous la direction de Bruno Belhoste, une thèse de doctorat en histoire des sciences sur Gaspard-Gustave Coriolis.

### Carrière professionnelle
Il commence sa carrière d'ingénieur des Mines dans l'administration, occupe divers postes dans l'industrie à partir de 1990, puis retourne dans l'administration en 2002.
Il est conseiller en cabinets ministériels (à la Recherche avec Claudie Haigneré et à la Santé avec Philippe Douste-Blazy) de 2002 à 2005. Il est secrétaire général du comité de pilotage de la Bibliothèque numérique européenne (Europeana) auprès du ministre de la Culture Renaud Donnedieu de Vabres d'août 2005 à août 2006. À ce titre, il est l'auteur d'un rapport au ministre de la Culture du comité de pilotage français en vue de la création d'une bibliothèque numérique européenne en 2006, avec Valérie Tesnière, secrétaire générale adjointe du comité, et Noémie Lesquins. Il est aussi auteur d'un rapport au ministère de l'Enseignement supérieur et de la Recherche sur l'information scientifique et technique.
Il conçoit plusieurs sites internet publics (dépendant du ministère de l'Éducation nationale, de l'Enseignement supérieur et de la Recherche) : science.gouv.fr (2004-2014), la Bibliothèque numérique scientifique (BibNum) (depuis 2008), la WebTV universitaire d'histoire et de culture générale cultureGnum (depuis 2016).
Par ailleurs, il écrit plusieurs ouvrages de vulgarisation scientifique et d'histoire des sciences aux éditions Odile Jacob. Il est aussi l'auteur de trois blogues : un consacré aux sciences, un autre consacré aux bibliothèques numériques et un troisième, Alterscience, hébergé sur le site de Pour la science.
En 2018, alors que le mandat du sortant Jacques Biot arrive à échéance, il pose sa candidature à la présidence de l'École polytechnique. Sa candidature, centrée sur le renforcement du lien avec l'université et le détachement d'avec les Corps d'État, n'est pas retenue par le cabinet de recrutement chargé de la pré-sélection.

### Enseignement et recherche
Il est enseignant à l'École nationale d'administration (ENA, conférences « Sciences et économie », 2006-2008), à l'École supérieure des sciences économiques et commerciales (ESSEC, cours « Les découvertes scientifiques et leurs applications industrielles », 2008-2010), à l'École des hautes études en sciences sociales (EHESS, séminaire « Une approche historique de l'alterscience », années 2008-2010), à l'Institut supérieur d'électronique de Paris (ISEP, cours « Histoire des sciences », 2010-2012) et à l'université Paris-Sorbonne (2012-2013); depuis 2016 à Paris-Orsay et à Paris-Diderot.
Depuis 2011, date de soutenance de sa thèse, il est chercheur associé au laboratoire SPHERE (Sciences, philosophie, histoire) de l'université Paris-Diderot. Ses travaux portent sur la critique de la science et de la modernité technique, et son histoire.
Il est membre du comité scientifique du Haut Conseil des biotechnologies (2013-2014), et préside depuis 2016 le jury d’admission de l’ENSCI-Ateliers Saint-Sabin (École nationale supérieure de création industrielle).
En 2019, il est habilité à diriger des recherches.

### Activité associative

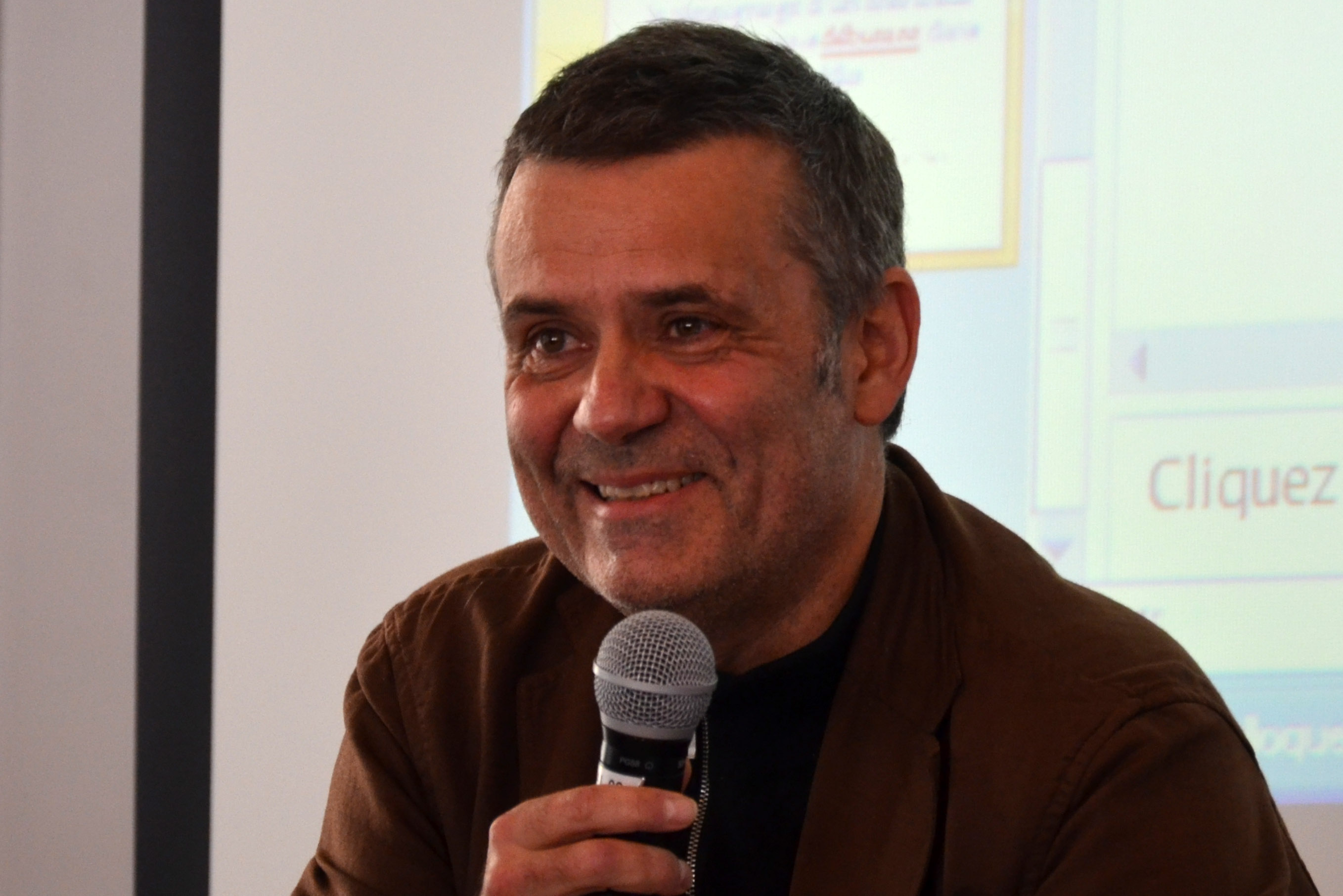
Lors d'une journée d'étude consacrée à Wikipédia, en 2013.

Il est président de la Société des amis de la bibliothèque de l'École polytechnique (SABIX) (2006-2014), et secrétaire général de X-Résistance (2005-2013, après en avoir été secrétaire général adjoint à partir de sa création en 1997). Il est aussi membre du conseil d'administration de Wikimédia France (WMFR) de 2008 à 2010.

## Ouvrages
- Les Indispensables mathématiques et physiques pour tous (préf. Jean-Louis Basdevant), Paris, Odile Jacob, 2006 (réimpr. 2011), 327 p. (ISBN 978-2-7381-1722-9, BNF 40146043)
- Einstein, un siècle contre lui, Paris, Odile Jacob, 2007, 305 p. (ISBN 978-2-7381-2007-6, BNF 41140564, présentation en ligne)
- Les Indispensables astronomiques et astrophysiques pour tous, Paris, Odile Jacob, 2009 (réimpr. 2013), 223 p. (ISBN 978-2-7381-2252-0, BNF 41428213)
- Récréations mathéphysiques, Paris, Le Pommier, coll. « Impromptus ! Le Pommier ! », 2010, 163 p. (ISBN 978-2-7465-0487-5, BNF 42281563)
- Alterscience : postures, dogmes, idéologies, Paris, Odile Jacob, 2013, 334 p. (ISBN 978-2-7381-2887-4, BNF 43533369, présentation en ligne)[19]
- Le Mystère Coriolis, Paris, CNRS Éditions, coll. « Le Banquet scientifique », 2014, 221 p. (ISBN 978-2-271-08077-6, BNF 43848791, présentation en ligne) — issue de sa thèse de doctorat.
- Au pays de Numérix, Paris, Presses universitaires de France (PUF), 2015, 166 p. (ISBN 978-2-13-063144-6, BNF 44302914, présentation en ligne)[20],[21].
- Islam et Science : antagonismes contemporains, Paris, Presses universitaires de France, 2017, 190 p. (ISBN 978-2-13-078711-2).
- Aux racines du transhumanisme : (France, 1930-1980), Paris, Odile Jacob, 2020, 272 p. (ISBN 978-2-7381-5132-2)  — ouvrage issu de son mémoire d'habilitation à diriger des recherches.
- Un regard sur les élites françaises : L'institut Auguste Comte, Editions Cassini, 2022, 237 p. (ISBN 2842252934)
- Technocratisme : Les grands corps à la dérive, Editions Amsterdam/Multitudes, 2023, 249 p. (ISBN 978-2354802738)
- Polytechnique, le dessous Descartes (postface Boris Veblen), Paris, B2, 2024  (ISBN 978-2-36509-132-9).
- Un certain monsieur Fabre, Paris, H Diffusion, 2025, 300 p. (ISBN 978-2-36345-164-4). Essai sur Lucien Fabre.

### dont ouvrages en direction
- Regards sur les textes fondateurs de la science : de l'écriture au calcul, théorie des nombres, vol. 1, Paris, Cassini, coll. « Le Sel et le Fer » (no 20), 2010, 259 p. (ISBN 978-2-84225-148-2, BNF 42284103) — réunion de commentaires de textes scientifiques publiés sur Bibnum.
- Regards sur les textes fondateurs de la science : physique de la lumière, radioactivité, vol. 2, Paris, Cassini, coll. « Le Sel et le Fer » (no 22), 2012, 249 p. (ISBN 978-2-84225-153-6, BNF 43708961) — réunion de commentaires de textes scientifiques publiés sur Bibnum.

## Articles (sélection)
Sur le numérique et sa critique
- « Bernard Stiegler, lost in disruption ? », Carnet Zilsel (UVSQ), septembre 2017
- « Pour une critique raisonnée de la technique et de l’internet », tribune Les Échos, mars 2016, reprise en version longue dans Commentaire, no 154, été 2016
- « Le numérique rattrapé par le digital ? », Le Débat, no 188, janvier-février 2016, p.  68-72
- « Le numérique, adjectif substantivé », Le Débat, Le livre, le numérique, no 170, mai-août 2012, p.  133-137 (version auteur)

Sur la diffusion numérique de la connaissance – Wikipédia – bibliothèques et humanités numériques
- « Postures d’opposition à Wikipédia en milieu intellectuel en France », in Wikipédia, objet scientifique non identifié ?, dir. L. Barbe, L. Merzeau, V. Schafer, Presses Universitaires de Paris-Ouest, 2015, OpenEdition
- « Pour un portail public de l'audiovisuel culturel », tribune Rue 89, juin 2014 lien
- « Le rat des livres et le rat d’écran », Bulletin des bibliothèques de France, 2013 / 6, BBF
- « Bibliothèque numérique européenne, de l'utopie aux réalités », Annales des mines, Réalités industrielles , novembre 2012, p.  43-46, HAL-SHS

Histoire de la critique de la science et de la modernité – analyse des discours de critique ou d’exaltation de la science
- « La critique de la modernité technique chez C. F. Ramuz », Revue d’histoire littéraire de la France, 2018, no 2, p. 411-422.
- « Auguste Comte et l’institution scientifique : modalités et ressorts de son opposition et de ses critiques », Bulletin de la Maison d’Auguste Comte, 2016, no 16, p. 17-22.
- « Aux origines du mot transhumanisme », Futuribles, no 413, juillet-août 2016 (avec Olivier Dard)
- « De la valeur démonstrative du mot science chez Georges Sorel », revue 1900, février 2015, no 32, 'Sorel méconnu', p. 111-122.
- « Science et théories scientifiques au prisme de la revue Planète », Politica Hermetica no 28, décembre 2014, éd. L’Âge d’Homme HAL-SHS
- « L’alterscience : analyse de ses invariants et mise en relation épistémologique », in Sciences et Pseudo-sciences : Regards des sciences humaines (dir. V. Rasplus) éditions Matériologiques, 2014, p. 93-106.
- « René Dumont, les quarante ans d'une utopie », La Vie des Idées, juillet 2014, lien version anglaise.
- « L’avenir de l’anti-science », Carnets de l’Institut Diderot, hiver 2013/2014, 30 p. (préface de D. Lecourt)
- « Radicalités contemporaines anti-science », in La science en question(s), dir. M. Wieviorka, Éditions sciences Humaines, 2014 (Entretiens d'Auxerre 2013).
- « "De la démocratie génétiquement modifiée": Vision de la science par les milieux d’ultragauche », Revue des deux Mondes, mai 2013, p. 37-45 ; repris dans Futuribles, no 396, septembre 2013.
- « Critique de la modélisation informatique par divers mouvements d'idées radicaux », al-Mukhatabat (Faculté LSH de Kairouan), L'épistémologie des modèles et de la modélisation, no 3, année 1, juillet 2012 PDF

Sur l’enseignement supérieur, ses institutions, les Corps d’État
- « La sortie de buts du rapport Thiriez », Commentaire, 2020/2 (juin) (version auteur).
- « Sciences vs humanités : changer de modèle et de perception », Annales des Mines, Réalités industrielles, Former pour l’inconnu, mai 2016,
- « Hommes de science au Corps des mines, 1810-1960 », p. 85-102 in Les ingénieurs des Mines : cultures, pouvoirs, pratiques, colloque des 7 et 8 octobre 2010, dir. Anne-Françoise Garçon et Bruno Belhoste, éditions IGPDE/ Comité pour l’histoire économique et financière de la France.
- « Diffusion de la culture scientifique, réalisations et réflexions », Annales des Mines, Réalités industrielles, mai 2007, HAL-SHS

## Travaux
Dans Einstein, un siècle contre lui, il « reconstitu[e] [...] l'histoire de ces décennies d'opposition aveugle [au physicien], laquelle n'est, étrangement, pas encore complètement éteinte de nos jours ».
Dans Alterscience, pour le journaliste David Larousserie, il crée un « concept flambant neuf » et se « plonge [...] avec méticulosité aux sources de ces mouvements » d'opposition à la science. Libération qualifie ses « résultats » de « saillants », présentés dans un livre « précieux ».
Son ouvrage sur Coriolis, issu de sa thèse de doctorat, est remarqué dans Science et pseudo-sciences : « impressionne par sa bibliographie, par la précision et le luxe des détails » et l'Encyclopædia Universalis.

## Distinctions
- Chevalier de l'ordre national du Mérite[27]
- Prix Diderot-Curien 2016 de l'Association des musées et centres pour le développement de la culture scientifique, technique et industrielle (partagé avec Delphine Grinberg)[28].